# Alexandrina Barbosa
Alexandrina Cabral Barbosa n. 5 mai 1986, Lisabona, Portugalia este o handbalistă din Portugalia cu cetățenie portugheză și spaniolă care evoluează pe postul de intermediar stânga pentru clubul spaniol CB Morvedre și echipa națională a Spaniei. Până în 2009 Barbosa a jucat pentru echipa națională a Portugaliei iar din 2012, după primirea cetățeniei spaniole, a evoluat pentru naționala Spaniei.
Barbosa a evoluat pentru naționala de handbal feminin a Portugaliei la Campionatul European din 2008.
După 2012 ea a evoluat pentru naționala de handbal feminin a Spaniei la Jocurile Olimpice Rio de Janeiro 2016 și Tokyo 2020; Campionatele Mondiale din Serbia 2013, Danemarca 2015, Germania 2017, Japonia 2019, Spania 2021 și Campionatele Europene din Ungaria și Croația 2014, Suedia 2016, Franța 2018 și Slovenia, Macedonia și Muntenegru 2022.

## Palmares
- Campionatul Mondial:
  -  Medalie de argint: 2019

- Campionatul European:
  -  Medalie de argint: 2014

- Liga Campionilor:
  -  Finalistă: 2011
  - Locul 4: 2018
  - Semifinalistă: 2006, 2013
  - Sfertfinalistă: 2021
  - Grupe principale: 2012, 2014, 2016
  - Grupe: 2017
  - Calificări: 2004, 2005, 2007, 2008, 2009, 2010

- Cupa Cupelor:
  -  Finalistă: 2015

- Cupa EHF:
  -  Câștigătoare: 2017
  - Semifinalistă: 2009
  - Optimi de finală: 2007
  - Turul 3: 2005, 2008, 2010, 2020
  - Turul 2: 2004, 2019

- Campionatul Portugaliei:
  -  Câștigătoare: 2004, 2005

- Cupa Portugaliei:
  -  Câștigătoare: 2004, 2005

- Campionatul Spaniei:
  -  Câștigătoare: 2011, 2012

- Cupa Reginei:
  -  Câștigătoare: 2008, 2011, 2012

- Supercupa Spaniei:
  -  Câștigătoare: 2006, 2010, 2011

- Campionatul Germaniei:
  -  Câștigătoare: 2014

- Campionatul Franței:
  -  Câștigătoare: 2015
  -  Medalie de argint: 2016

- Cupa Franței:
  - Semifinalistă: 2015

- Cupa Ligii:
  -  Câștigătoare: 2015, 2016

- Campionatul Rusiei:
  -  Câștigătoare: 2017, 2018

- Cupa Rusiei:
  -  Câștigătoare: 2017, 2018

- Supercupa Rusiei:
  -  Câștigătoare: 2016, 2017

- Liga Națională:
  -  Câștigătoare: 2013, 2021
  -  Medalie de argint: 2009

- Cupa României:
  -  Finalistă: 2020

- Supercupa României:
  -  Finalistă: 2020

## Performanțe individuale
- Cea mai bună jucătoare la Trofeul Carpați, distincție acordată de Federația Română de Handbal: 2013;[30]
- Cea mai bună marcatoare a Cupei Cupelor: 2015;[31]
- Cel mai bun intermediar stânga din Campionatul Franței (All-Star LPH), distincție acordată de Liga Franceză de Handbal Feminin: 2016;[32]
- Cel mai bun intermediar stânga al Campionatului Mondial (All-Star Team), distincție acordată de Federația Internațională de Handbal: 2019;[33]

## Galerie de imagini

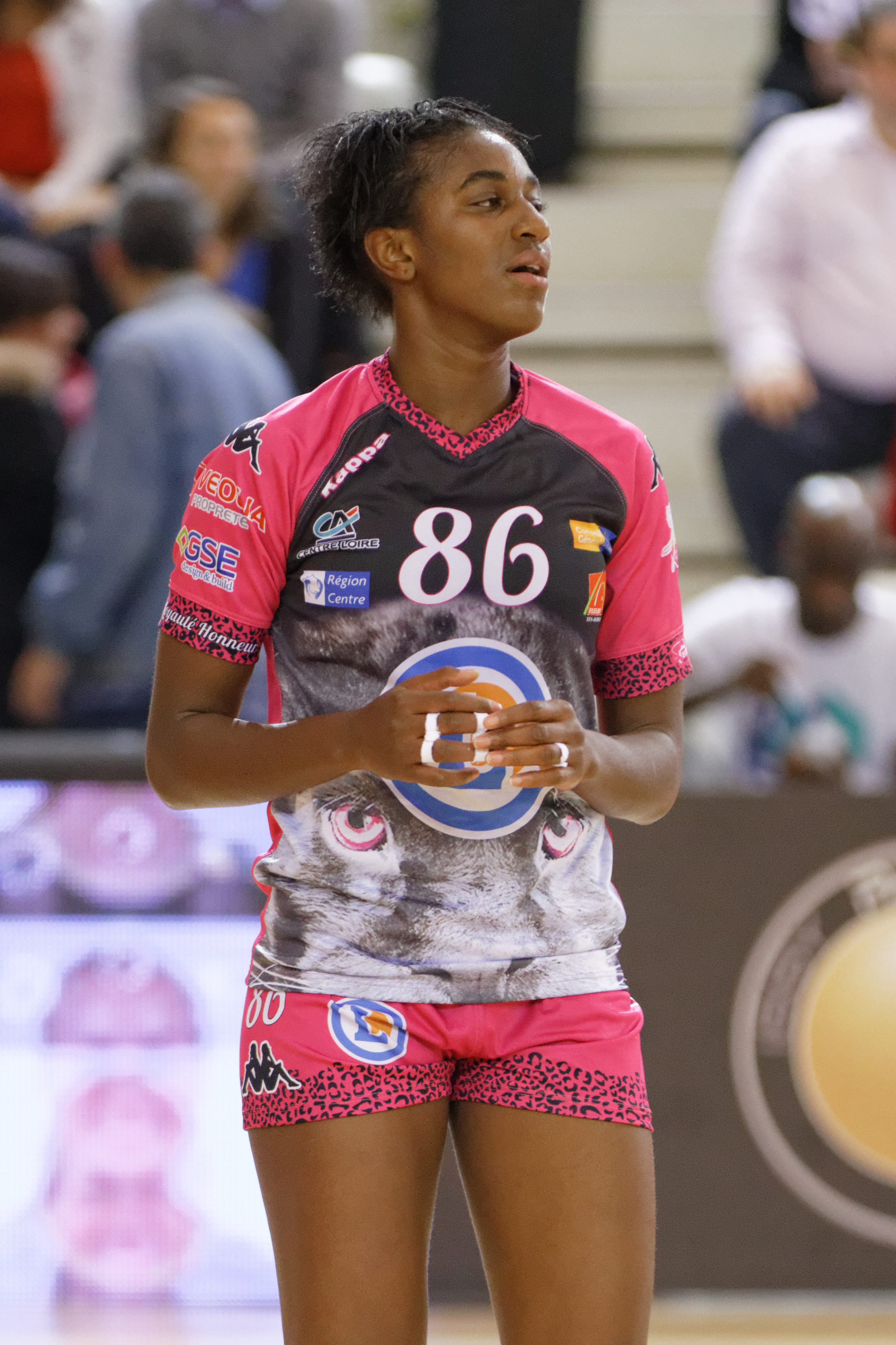
Alexandrina Barbosa, 29 octombrie 2014. Barbosa în timpul partidei dintre Issy Paris Hand și Fleury Loiret.
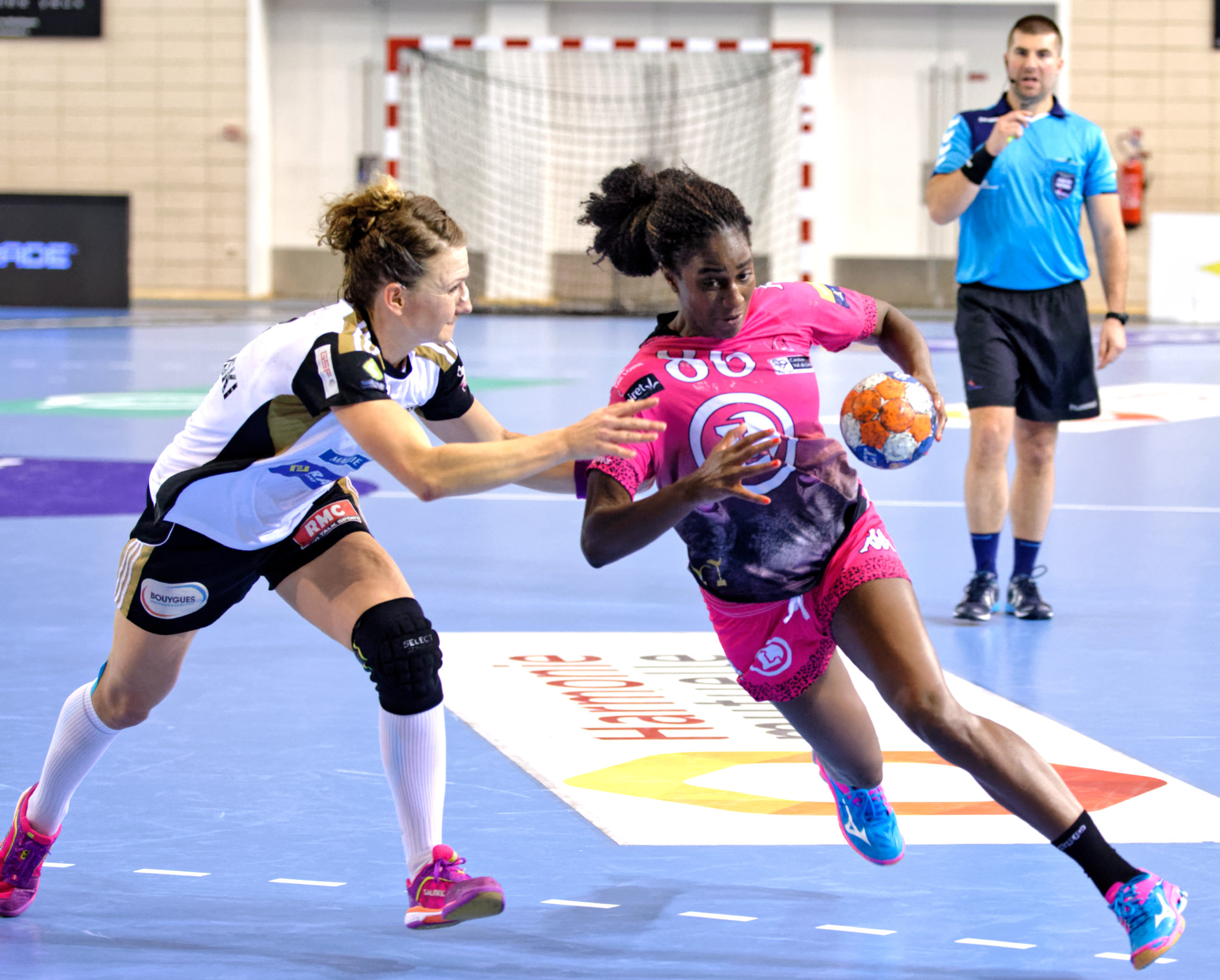
Alexandrina Barbosa, 22 aprilie 2016. Barbosa în timpul partidei dintre Issy Paris Hand și Fleury Loiret.
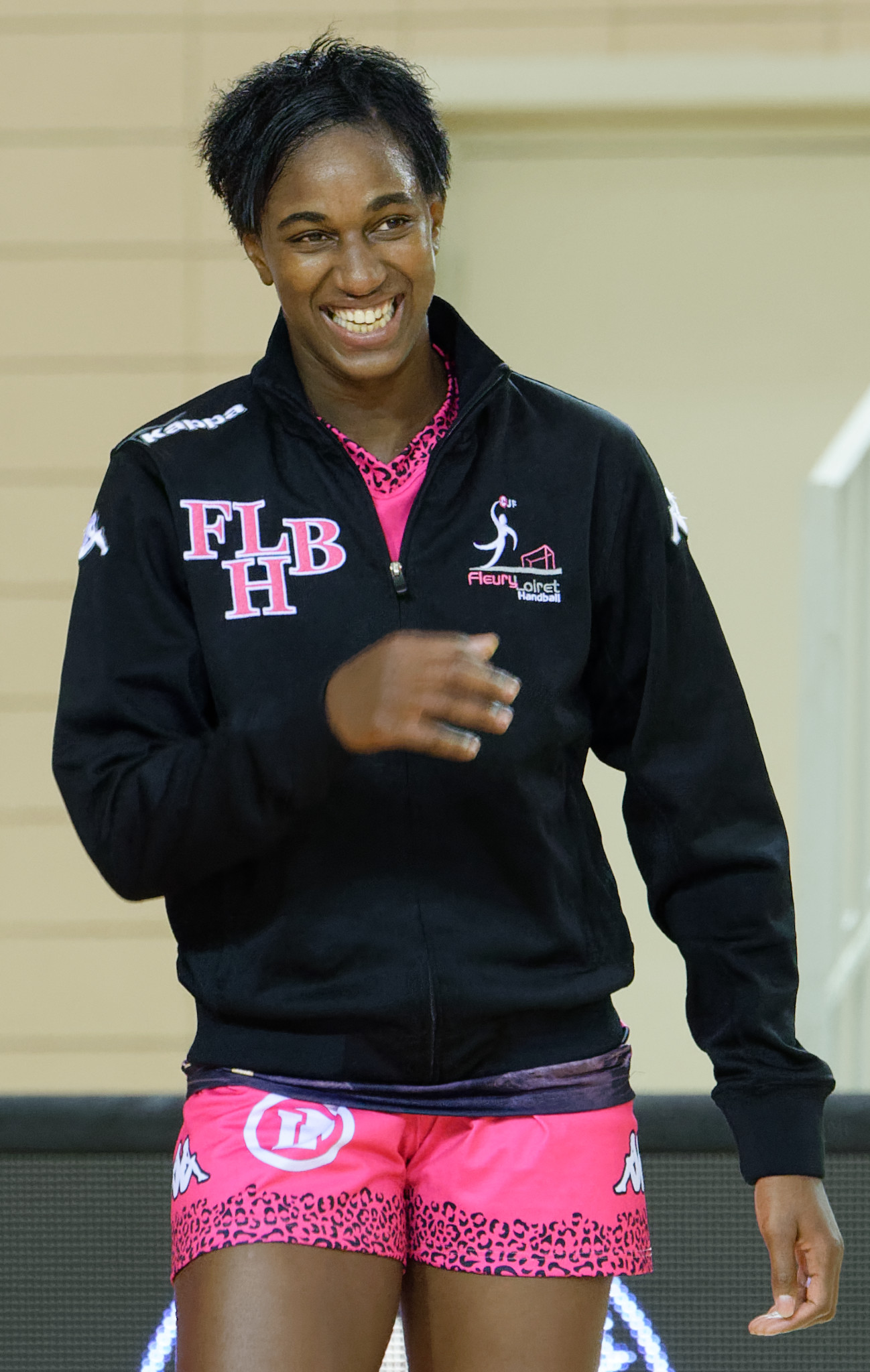
Alexandrina Barbosa, 22 septembrie 2015. Barbosa în timpul partidei dintre Issy Paris Hand și Fleury Loiret.